# Xian de Yongping
Le xian de Yongping (永平县 ; pinyin : Yǒngpíng Xiàn) est un district administratif de la province du Yunnan en Chine. Il est placé sous la juridiction de la préfecture autonome bai de Dali.

## Démographie
La population du district était de 169 058 habitants en 1999.